# Pierre Herbert
Pour les articles homonymes, voir Herbert.
Perig Herbert, né Pierre Herbert le 11 juillet 1935 à Néré et mort le 27 mars 2001 à Rennes, est un musicien, compositeur et linguiste français, spécialiste de la Bretagne et du breton.
S'il n'y a pas, dans sa musique, de références trop directes aux musiques traditionnelles des pays celtiques – sauf quand il compose pour des musiciens traditionnels – c'est pour lui une préoccupation constante que d'intégrer à sa réflexion sur l'écriture, des données propres à certaines formes de ces musiques: hétéro-phonie (plusieurs voix jouent la même mélodie dans des versions différentes pour le rythme et l'ornementation), développement par amplification ornementale, éléments structuraux permutables, gammes particulières, etc.
Mais il y a aussi les artifices du contrepoint, la séduction qu'exerce sur lui le constructivisme sériel dont il rejette cependant le « déterminisme », préférant le symbolisme poétique que les titres dévoilent. 

## Œuvres

### Œuvres musicales
- Pevarbenveg  (1967) pour saxophone, hautbois, clarinette et basson.
- Urien  (1969) pour cinq harpes.
- Oiseaux pour un soleil de fer  (1968 - 1970) pour orchestre.
- Imram II  (1972 - 1973) pour ensemble d'instruments à vent.
- Skilfoù skorn  (1974) pour cinq harpes.
- Eizhadenn evit an Amzer deuet (1976) pour clarinette, basson, cor, 2 violons, alto, violoncelle et contrebasse.
- Immram IV  (1977 - 1978) pour flûte, clarinette, violon, violoncelle et piano.
- Dremmoù an envor I  (1978) pour clarinette, trompette, trombone, vibraphone, piano, violon, violoncelle.
- An dorgen (1982) pour harpe celtique dédiée à Gérard Pesson.
- Salm II  (1982) pour chœur d'enfants, petites percussions et quatuor à cordes.
- Lez Don (Cassiopeia)  (1983) pour orchestre à cordes, 2 flûtes, 2 hautbois, vibraphone et clavecin amplifié.
- Biniaouerezh livre I (1974), livre II (1977) pour grande cornemuse.